# Операція Лотос
Операція «Лотос» (індонез. Operasi Seroja) із захоплення Східного Тимору була проведена Індонезією в 1975 році.

## Передісторія
Острів Тимор був розділений на східну і західну частини. Східний Тимор був колонією Португалії, тоді як Західний Тимор (колишня колонія Нідерландів) входив до складу Індонезії. Договір про розподіл був підписаний в 1915 році.
Після португальської революції гвоздик 1975 року в Східному Тиморі посилився сепаратистський рух Революційного фронту за незалежність Східного Тимору — ФРЕТІЛІН, що виступав за негайну незалежність.

## Мотивація Індонезії
В Індонезії взяли гору націоналістичні настрої, підкріплені агресивністю військових кіл, в тому числі розвідки Копкамтиб і спецназу Опсус, в результаті яких керівництво Індонезії взяло курс на анексію Східного Тимору.

## Вторгнення

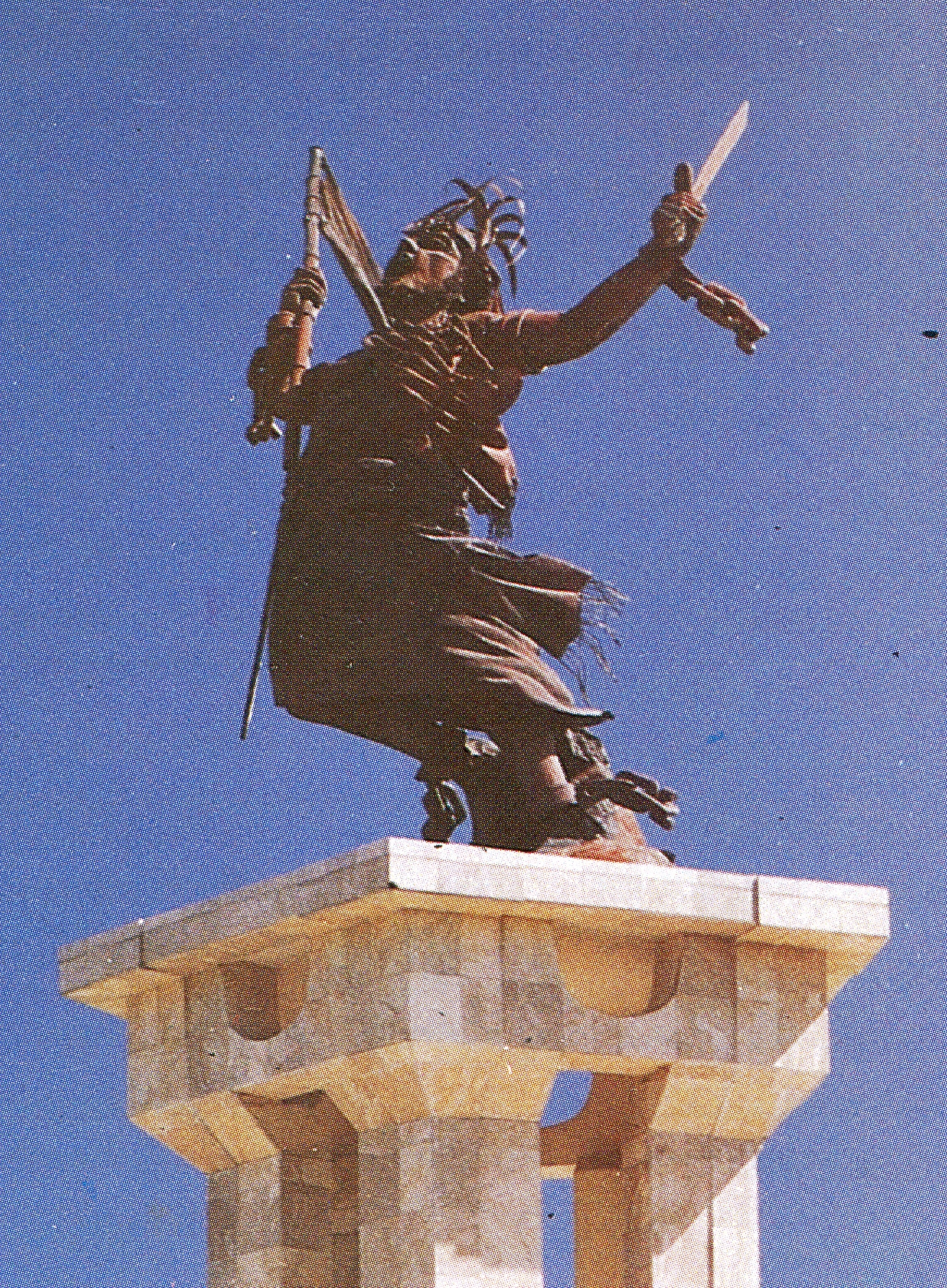
Пам'ятник об'єднанню

7 грудня 1975 року збройні сили Індонезії почали вторгнення в Східний Тимор. Після морського бомбардування Ділі був висаджений десант з 641 морського піхотинця, які вибили з міста противників окупації. Втрати склали 35 солдат з боку Індонезії і 122 захисники незалежності Східного Тимору.
10 січня пало друге велике місто Баукау, 25 грудня — Ликвіса і Маубара. До квітня 1976 року в Східному Тиморі розташовувався окупаційний корпус чисельністю в 35000 солдатів, і ще 10000 в Західному Тиморі.

## Анексія
Індонезійський уряд проголосив анексію Східного Тимору як акт деколонізації
22 грудня 1975 року Рада Безпеки ООН в резолюції 384 визнала право громадян східного Тимору на самовизначення.